# Panyptila
Panyptila é um género de andorinhão da família Apodidae.
Este género contém as seguintes espécies:
- Panyptila sanctihieronymi Salvin, 1863
- Panyptila cayennensis (Gmelin, 1789)- Andorinhão-tesoura